# Playbill
Playbill est un magazine mensuel américain, destiné à tous les spectateurs de pièces de théâtre ou de comédies musicales. Bien qu'il soit possible de s'abonner afin de le recevoir à domicile, la plupart des Playbills sont personnalisés pour chaque spectacle, et distribués dans la salle au public. Playbill est donc l'équivalent français des programmes, à la différence près que les exemplaires sont gratuits pour les spectateurs. C'est même un antonomase, c'est-à-dire que playbill est devenu un nom commun en anglais, désignant ainsi tout programme distribué aux spectateurs en salle.

## Constitution d'un exemplaire dePlaybill
Les articles dans Playbill traitent des changements qui surviennent chaque mois dans le monde du théâtre : les nouveaux spectacles, les nouveaux acteurs ou encore les stars qui font des apparitions exceptionnelles. Ces articles-là sont présents dans tous les exemplaires de Playbill, quel que soit le spectacle. Les versions spécifiques à un spectacle y ajoutent la liste des acteurs, leurs photos et biographies, la liste des scènes, ainsi que les chansons s'il s'agit d'une comédie musicale.
Lors de l'avant-première d'un spectacle sur Broadway, les playbills ont, sur leur couverture, un sceau spécial, ainsi que la date de l'évènement sur la première page. Ces numéros spéciaux peuvent aussi être achetés sur le site de Playbill. Ils sont alors envoyés dans des pochettes spécifiques, toujours avec le sceau "Avant-première" sur la couverture.

## Rapide historique de la sociétéPlaybill Inc.
Le premier Playbill a été imprimé en 1884, pour un théâtre situé sur la 21e Rue, à New-York. Ils sont maintenant utilisés dans quasiment tous les spectacles de Broadway, ainsi que dans de nombreuses productions plus petites. Au-delà de New-York, on trouve des exemplaires de Playbill dans la plupart des théâtres de Birmingham; Boston; Chicago; Cincinnati; Columbus, OH; Dallas; East Lansing; Houston; Indianapolis; Los Angeles; Miami; Minneapolis; Philadelphia; Phoenix; Pittsburgh; St. Louis; San Diego; San Francisco; et Washington, DC. On estime le nombre de copies distribuées chaque année à un peu moins de 4 millions, soit à peu près l'équivalent du magazine TIME.

## Autres supports de diffusion
Playbill a lancé en 1994 le site playbill.com, qui garde le même principe que le magazine: informer gratuitement de ce qui se passe dans le monde du théâtre. Si ce site se concentre surtout sur New-York, des informations sur des productions régionales ou en tournée (que ce soit sur le sol américain ou à l'international) sont également disponibles. Son principal lectorat est constitué des fans de Broadway bien sûr, mais aussi de professionnels de l'industrie. Très régulièrement mis à jour, playbill.com propose par ailleurs à ses membres de profiter de billets à prix réduits.
En 2000, Playbill a inauguré le site Playbillstore, un site de vente en ligne qui permet d'acheter des produits Playbill mais aussi les produits dérivés de la plupart des spectacles actuels, de Broadway ou d'ailleurs.
En 2006, Playbill a commencé à produire des artistes, à travers la nouvelle société Playbill Records, label de Sony Music Entertainment. Les CD déjà produits sont notamment des compilations de chansons de comédies musicales, mais aussi des œuvres d'artistes de Broadway qui ont des carrières solo. Playbill Records a notamment produit Betty Buckely ou Brian Stokes Mitchell.
En 2007, les fans de Broadway peuvent se réjouir du nouveau bébé de Playbill : Playbill Radio. Il s'agit en effet d'une station de radio Internet qui propose en exclusivité des musiques issues des productions de Broadway. Cette station en ligne propose des podcasts et une bibliothèque de plus de 20 000 titres musicaux.
En 2011 Playbill a lancé un nouveau site internet, Playbill Vault. Il s'agit d'une gigantesque base de données retraçant toute l'histoire des spectacles de Broadway depuis les années 1930 : shows, acteurs, chansons, récompenses obtenues, anciennes éditions des playbills... Pour l'instant en version bêta, Playbill Vault ne cesse de s'agrandir, ayant pour vocation de couvrir à long terme les productions hors Broadway, ainsi que les spectacles proposés entre 1900 et 1930.